# Mātes
Mātes (lett. māte »Mutter«) sind in der lettischen Mythologie personifizierte mütterliche Naturkräfte, die einen bestimmten Aspekt der Natur vertreten. Diese Mütter werden in Dainas und in der lettischen Folklore erwähnt, und ihre Anzahl beträgt ungefähr 70. Diese Mütter treten in Einzahl auf und spielen, mit wenigen Ausnahmen, in der Mythologie selten eine Rolle. Sie werden häufig nur einmal genannt, ohne dass sie genauer beschrieben werden. Einige davon dürften spontane poetische Bildungen sein.

## Auswahl der Mütter
- Natur: Dabas māte »Mutter Natur«; Meža māte »Waldmutter«; Āru māte »Feldmutter«; Lauku māte »Feldmutter«; Dārzu māte »Gartenmutter«
- Pflanzen: Ceru māte »Staudenmutter«; Krūma māte »Buschmutter«; Lazdu māte »Haselmutter«; Mieža māte »Gerstenmutter«; Linu māte »Leinmutter«; Ogu māte »Beerenmutter«; Rožu māte »Rosenmutter«; Sēņu māte »Pilzmutter«; Ziedu māte »Blütenmutter«; Lapu māte »Blättermutter«
- Tiere: Bišu māte »Bienenmutter«; Briežu māte »Hirschmutter«; Govu māte »Kuhmutter«; Lopu māte »Viehmutter«; Zirgu māmulīte »Pferdemütterlein«
- Wetter: Laika māte »Wettermutter«; Vēja māte »Windmutter« Miglas māte »Nebelmutter«; Lietus māte »Regenmutter«; Sniega māte »Schneemutter«
- Wasser: Ūdens māte »Wassermutter«; Upes māte »Flussmutter«; Jūras māte »Meermutter«; Bangu māte »Wellenmutter«
- Nahrung: Piena māte; Sviesta māte »Buttermutter«; Rauga māte »Hefemutter«
- Nacht & Tod: Nakts māte »Nachtmutter«; Pieguļas māte »Mutter der Nachthütung«; Miega māte »Schlafmutter«; Mēra māte »Pestmutter«; Veļu māte »Totenmutter«; Nāves māte »Todesmutter«; Kapu māte »Friedhofsmutter«; Smilšu māte »Sandmutter«; Kara māte »Kriegsmutter«; Skauģa māte »Neidmutter«
- Geographische Orte: Rīgas māte »Mutter Rīga«; Daugavas māte »Mutter Daugava«; Gaujas māte »Mutter Gauja«
- Haushalt: Rīšu māte »Spinnmutter«; Dzīpariņa māmuliņa »Garnmütterchen«; Žagaru māte »Reisigmutter«; Abras māte »Backtrogmutter«; Tabaciņa māte »Tabakshornmutter«; Naudas māte »Geldmutter«; Pirts māte »Badestubenmutter«; Rūšu māte »Grubenmutter«
- Sonstige: Uguns māte »Feuermutter«; Mūža māte »Lebensmutter«; Gausa māte »Mutter des Gedeihens«; Mēslu māte »Düngermutter«; Ceļa māte »Wegmutter«; Tirgus māte »Marktmutter«; Sāta māte »Mutter der Mäßigkeit«; Jāņu māte »Johannismutter«; Ziemeļa māte »Nordmutter«

Einige dieser Mütter sind offensichtlich identisch, so die Backtrogmutter und die Hefemutter, die beiden Feldmütter oder die Lebensmutter und Laima. Andere Mütter, wie die Geldmutter, Rosenmutter oder Tabakshornmutter sind moderne Schöpfungen.
Da die lettische Mythologie keine ausgebildeten Stammbäume der Götterfamilie kennt, wird bestimmten Göttern und mythologischen Wesen ebenfalls ein Māte zugewiesen: Debess māte »Himmelsmutter« sowie Dieva māte »Gottesmutter, Mutter des Himmelgottes Dievs«; Pērkona māte »Mutter von Pērkons«; Jumja māte »Mutter von Jumis«; Velna māte »Mutter von Velns, Teufelsmutter«; Joda māte »Teufelsmutter«; Laumas māte »Mutter der Laumes, Feenmutter«
Dagegen können die Hauptgöttinnen den Zusatz Mutter erhalten: Saules māte »Sonnenmutter«; Zemes māte »Erdmutter«; Laimas māte »Glücksmutter«; Māras māte

## Vergleiche mit anderen Mütterkulten
Die lettische Religion mit ihrer großen Zahl einzelner Naturmütter steht solitär da, lediglich die benachbarten Esten kennen eine ähnliche Form des Mütterkultes. Bei den Germanen und Kelten gibt es einen Matronenkult, diese treten aber stets in der Dreizahl auf und bilden meist lokale Ortsmütter oder Sippenmütter. Oft werden Parallelen gezogen zwischen dem lettischen Mütterkult und anderen vorhistorischen matriarchalen Religionen; Haralds Biezais bestreitet jedoch diese Annahme mit dem Argument, dass die anderen Balten keinen ähnlichen Mütterkult kennen.
In der litauischen Mythologie stehen anstelle der lettischen Mütter manchmal männliche Gottheiten (lit. patis »Herr«) gegenüber, so Žemepatis (»Erdherr«), Laukpatis »Feldherr«, Vėjopatis »Windherr« oder Dimstipatis »Haushaltsherr«.